# Blanche Bradburry
Blanche Bradburry (Checoslovaquia; 15 de septiembre de 1988) es una actriz pornográfica y modelo erótica checa.

## Biografía
Natural de la República Checa, no se conocen muchos datos biográficos anteriores al año 2012, cuando debutó en la industria pornográfica a los 24 años. Ha sido una habitual en las producciones desde sus comienzos de las películas del estudio web LegalPorno, pero durante su carrera ha trabajado con estudios europeos y estadounidenses como Mile High, Doghouse Digital, Private, Evil Angel, 21Sextury, Bizarre, Brazzers, DDF, Intense Purity, Mofos, Bangbros, Colmax, Reality Kings, Video Marc Dorcel, Desire Media o Nubiles, entre otros.
En 2014 recibió su primera nominación en los Premios AVN en la categoría de Mejor escena de sexo en producción extranjera, junto a Samia Duarte y Rocco Siffredi, por Rocco’s Perfect Slaves.
En 2018, en la versión europea de los Premios XBIZ, que ese año celebraba su primera edición, estuvo nominada junto a Ennio Guardi a la Mejor escena de sexo gonzo por Amateur Football Fun.
Ha rodado más de 550 películas como actriz.
Algunos trabajos suyos son Amnesia, Backdoor Beauties 4, Country Girls, Double Lives, Elegant Anal 5, Feet Joy 2, Gape Lovers 8, Heels Up, I Love You, Multiple Choice, Perry's DPs 8, Serene Romance, Top Notch Anal Beauties o Whistleblower.

## Premios y nominaciones
| Año  | Ceremonia           | Resultado | Premio                                        | Trabajo                |
| ---- | ------------------- | --------- | --------------------------------------------- | ---------------------- |
| 2014 | Premios AVN         | Nominada  | Mejor escena de sexo en producción extranjera | Rocco's Perfect Slaves |
| 2018 | Premios XBIZ Europa | Nominada  | Mejor escena de sexo gonzo                    | Amateur Football Fun   |
| 2018 | Venus Award         | Nominada  | Beste Darstellerin                            | —                      |
| 2020 | Spank Bank Awards   | Nominada  | Best Piercing                                 | —                      |